# Lingula translucida
Lingula translucida är en armfotingsart som beskrevs av Dall 1920. Lingula translucida ingår i släktet Lingula och familjen Lingulidae. Inga underarter finns listade i Catalogue of Life.